# Adolf Böhm (Maler)

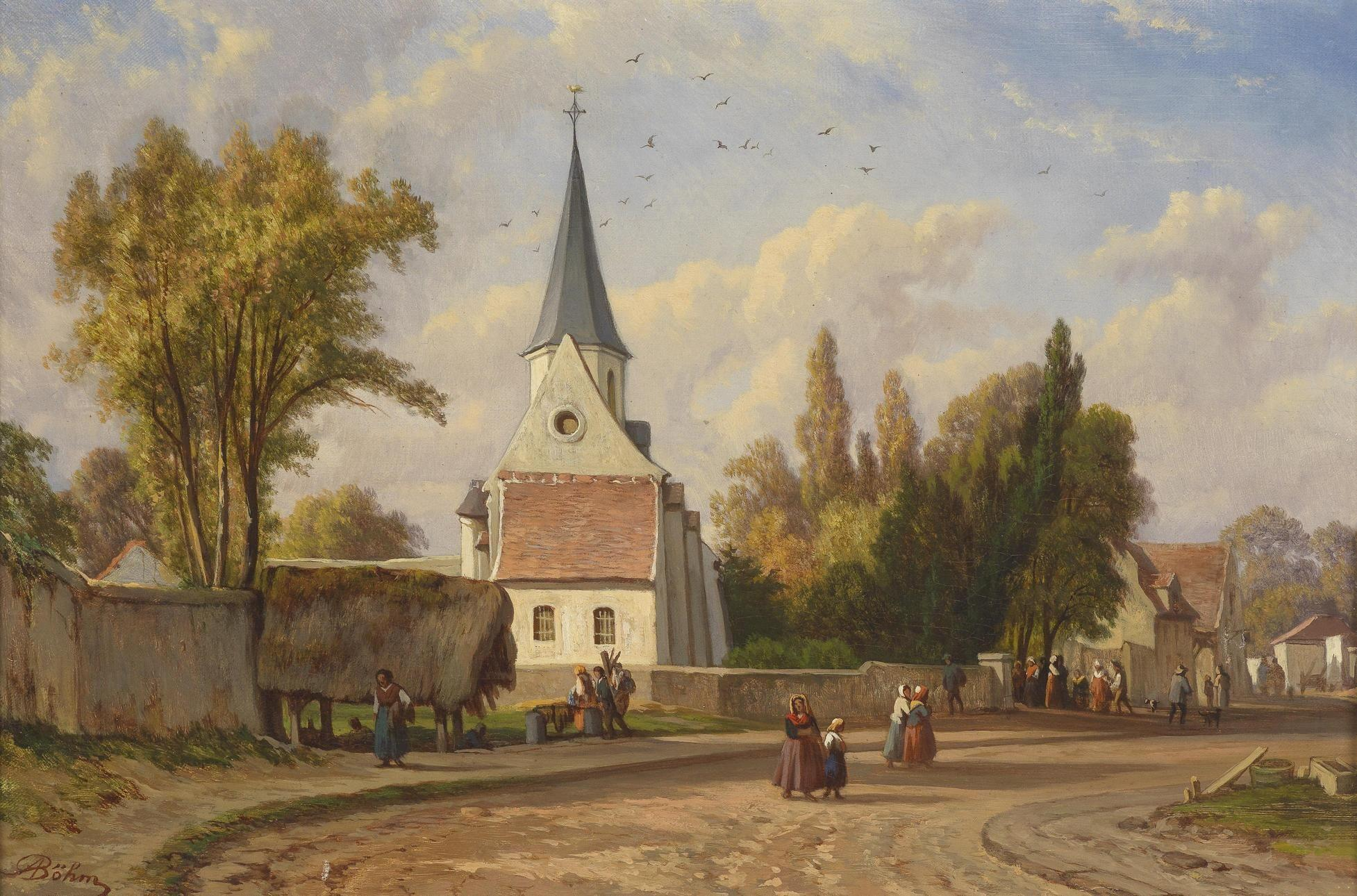
Belebte Dorfstraße, 1890

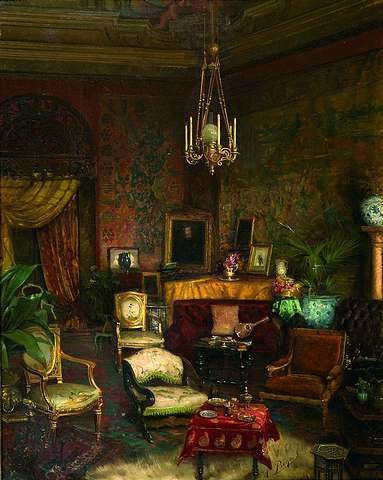
Saloninterieur, 1886

Adolf Böhm (* 24. August 1844 in Waldenburg, Provinz Schlesien; † nach 1891) war ein deutscher Maler, der sich in der Interieur- und Landschaftsmalerei einen Namen machte.

## Leben
Er studierte 1871 bis 1873 an der Malerschule der Großherzoglich-Sächsischen Kunstschule Weimar, wo er Schüler des Realisten Karl Gussow war. Dieser ermöglichte es Böhm, ab 1874 wiederholt in der Königlich Preußischen Akademie der Künste in Berlin auszustellen.
Im Jahre 1884 zog Böhm dauerhaft nach Venedig, wo er als freier Künstler arbeitete. Deutschland blieb jedoch der wichtigste Absatzmarkt für seine Werke. Er schuf sowohl Ansichten von Weimar und Venedig als auch von Innenräumen. Insbesondere seine Gemälde „Die Apollogalerie im Louvre“ und „Inneres von San Marco, Venedig“ wurden berühmt. Letzteres wurde 1922 von den Kunstsammlungen zu Weimar an das Thüringer Finanzministerium ausgeliehen und ist seit 1945 verschwunden.

## Werke

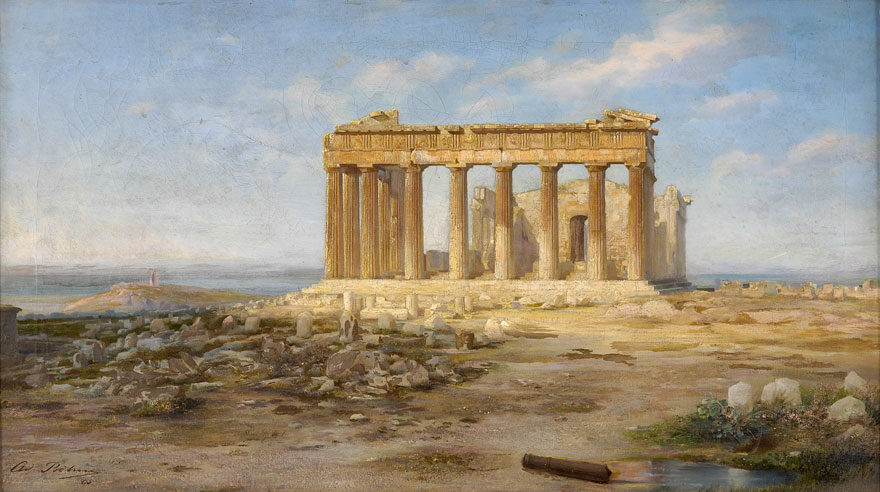
Die Akropolis

Boettichers Malerwerke des neunzehnten Jahrhunderts von 1891 bezeichnet ihn als Architekturmaler und führt folgende Werke auf:
- „Besuch beim Enkelchen“ (ausgestellt 1876 in der Akademie der Künste, Berlin)
- „Eingang zum Wittumspalais in Weimar“ (ausgestellt 1876 in der Akademie der Künste, Berlin; 1877 in der Kunstakademie Dresden)
- „Straße in Weimar“ (ausgestellt 1876 in der Akademie der Künste, Berlin; 1877 in der Kunstakademie Dresden)
- „Galerie d’Apollon im Louvre“ (ausgestellt 1883 auf der Internationalen Kunstausstellung im Glaspalast in München[4])
- „Inneres von S. Marco in Venedig“ (ausgestellt 1884 in der Akademie der Künste, Berlin)
- „Partie aus dem Inneren von S. Marco im Abendsonnenschein“ (ausgestellt 1885 in Weimar)
- „Inneres von S. Marco in Venedig; Staffage: eine kniende Frau“ (ausgestellt 1886 auf der Jubiläums-Ausstellung Berlin[5])
- „Canal SS Giovanni e Paolo, Venedig“ (ausgestellt 1887 auf der Frühjahrs-Ausstellung des Hamburger Kunstvereins)